# Sekundenglück
Sekundenglück is een nummer van de Duitse zanger Herbert Grönemeyer uit 2018. Het is de eerste single van zijn 15e studioalbum Tumult.
"Sekundenglück" is een rustig nummer met als boodschap dat het geluk in de kleine dingen van het leven zit. Het nummer werd een bescheiden hit in Duitsland, waar het de 36e positie bereikte.

## Tracklijst
- Muziekdownload

1. "Sekundenglück" - 3:58
2. "Sekundenglück" (instrumentale versie) - 3:58